# Konispol
Konispol est la municipalité la plus au Sud d'Albanie, appartenant à la préfecture de Vlorë.

## Population
Sa population est de 8 245 habitants en 2011. La localité est habitée par des Chams albanais musulmans. Konispol est un centre moderne de la communauté albanaise Cham en Albanie.

## Géographie
Konispol est située à 1 km de la frontière entre la Grèce et l'Albanie, dans la région historique de l'Épire du Nord. Il s'agit de la municipalité la plus méridionale de l'Albanie.

## Économie
Les principaux intérêts économiques de Konispol sont l'agriculture et la viticulture.